# Stinson L-5 Sentinel
El Stinson L-5 Sentinel fue un avión de enlace de la era de la Segunda Guerra Mundial usado por todas las ramas militares estadounidenses y por la Real Fuerza Aérea británica. Fue producido por la Stinson Aircraft Company. Junto con el Stinson L-1 Vigilant, el L-5 fue el único otro avión de enlace estadounidense de la Segunda Guerra Mundial que fue construido específicamente para su uso militar y no tiene un homólogo civil. Todos los demás aviones de enlace adoptados en dicha guerra fueron modelos civiles "de uso inmediato" ligeramente modificados.

## Diseño y desarrollo

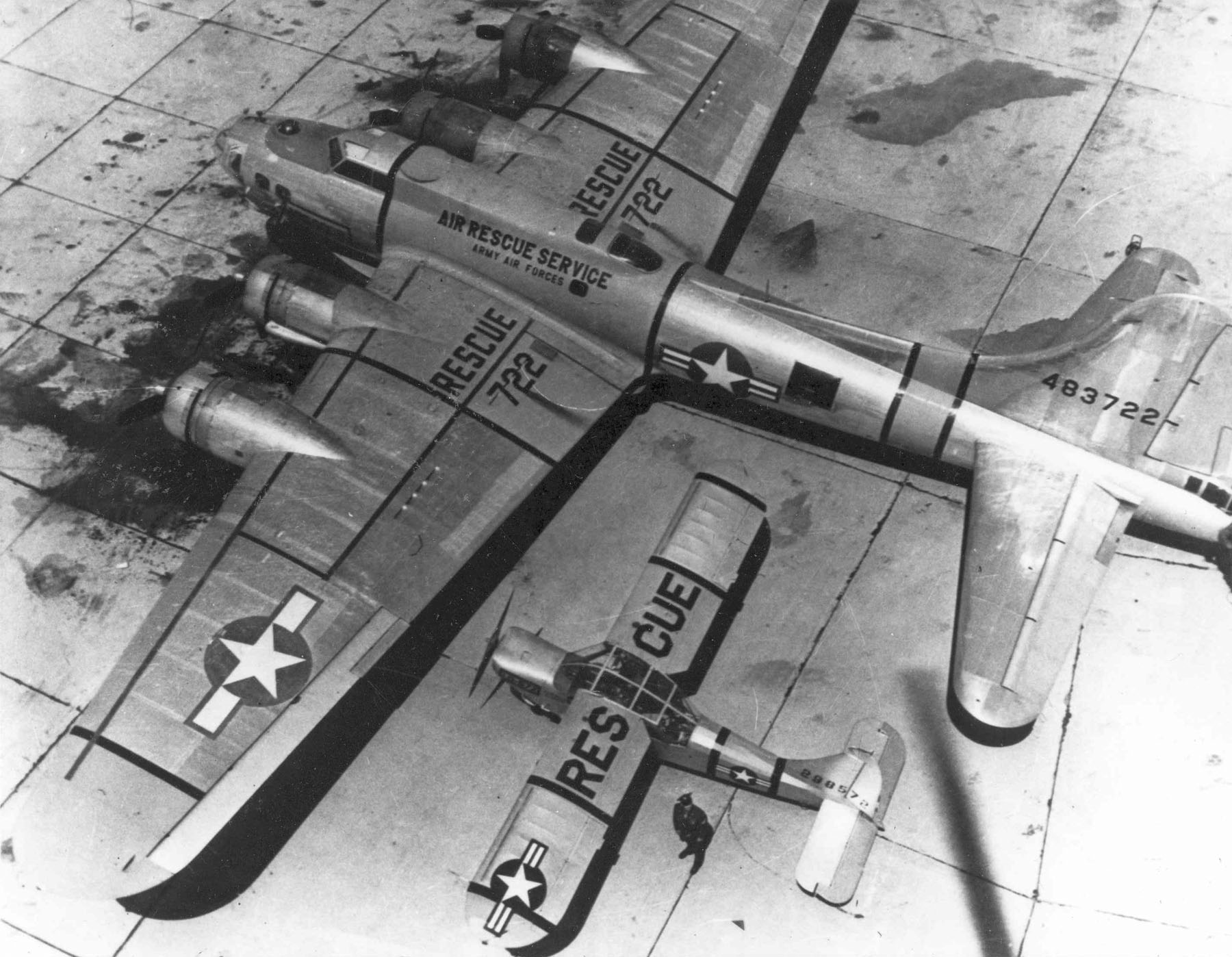
Un L-5 Sentinel junto a un B-17 Flying Fortress de búsqueda y rescate.

Los orígenes del L-5, conocido afectuosamente como el "Jeep Volador", pueden encontrarse en el civil Stinson HW-75 de preguerra. El diseño civil de ala alta de 75 hp fue construido por la Stinson Aircraft Company en Wayne (Míchigan), y voló por primera vez en 1939. El HW-75 presentaba dos asientos frontales lado a lado, y un tercer "asiento de salto" en la parte trasera en el que un pasajero podía sentarse de lado. El diseño era fácil de volar. Poco después de la introducción del HW-75, Stinson se convirtió en subsidiaria de la Vultee Aircraft Corporation. Bajo el control de Vultee, el HW-75 fue equipado con un motor de cuatro cilindros y 80 hp para el modelo del año 1940, y pasó a ser conocido como el Model 105 "Voyager", ofreciendo una velocidad de crucero de 168,98 km/h. Equipado con un motor Franklin de cuatro cilindros y 90 hp el modelo del año 1941, pasó a ser conocido como Model 10A. En la era de posguerra, el fuselaje del Model 10A fue alargado para acomodar cuatro asientos, y la planta motriz de cuatro cilindros fue reemplazada por un motor Franklin de seis cilindros y 150 hp. Esta conversión se convirtió en el Stinson Model 108 Voyager y fue el único avión civil producido comercialmente por Stinson tras la Segunda Guerra Mundial.
Seis ejemplares del Model 105 Voyager fueron equipados con motores Continental O-170 de 80 hp y se proporcionaron a los militares para su evaluación, bajo la designación experimental YO-54. Evaluado por el Cuerpo Aéreo en 1940 por su potencial uso como avión de observación de corto alcance y bajo coste, no consiguió cubrir los requerimientos de prestaciones. Más tarde, el Voyager fue completamente rediseñado por Stinson como un avión más potente de asientos en tándem, que consiguió pasar los rigurosos estándares de los manuales de ingeniería del Ejército para el diseño de aviones militares. El prototipo, designado V-76 por Vultee/Stinson, fue aceptado por los militares después de unas aceleradas pruebas de servicio y entró de servicio en diciembre de 1942 como el O-62 (O por observación). El modelo llevaba un piloto y un observador en una configuración en tándem, que era preferida por los militares para las tareas de observación.
En marzo de 1943, con la creación de la categoría de enlace de aviones de observación ligera (los ejemplares previos procedían de Taylorcraft Aircraft con el L-2, y de Aeronca con su L-3, junto con el numeroso Piper L-4), la designación del nuevo diseño específico militar de Stinson fue cambiada a L-5. El propósito principal como avión de enlace fue la realización de tareas de transporte y comunicaciones, observación de artillería y evacuación de heridos. El fuselaje de los modelos tardíos fue rediseñado para que el avión pudiera ser usado también como ambulancia aérea, o para realizar tareas de transporte de carga. Con una sección trasera más ancha y alargada, y una puerta trasera mayor que se abría hacia abajo, se podía cargar rápidamente a bordo un paciente en camilla o 113,4 kg de carga.
La serie L-5 fue fabricada entre diciembre de 1942 y septiembre de 1945, tiempo en el que se construyeron 3590 ejemplares del desarmado biplaza para las fuerzas armadas de los Estados Unidos, haciéndolo el segundo avión de observación ligera más ampliamente usado en la guerra, detrás del Piper L-4 Cub.

### Construcción
El fuselaje estaba construido con tubería de acero al cromo-molibdeno recubierto con tela de algodón encerada, y las alas y el empenaje lo estaban de largueros en caja de contrachapado de abeto y caoba, y costillas y recubrimientos de contrachapado, también recubiertos de tela. El uso de aluminio, que tenía un suministro críticamente bajo, estaba limitado a la capota del motor, cono de cola, estructuras de los alerones, timón y elevador, y los carenados del tren de aterrizaje. El L-5 estaba propulsado por un motor Lycoming O-435 de seis cilindros y 190 hp.

## Historia operacional

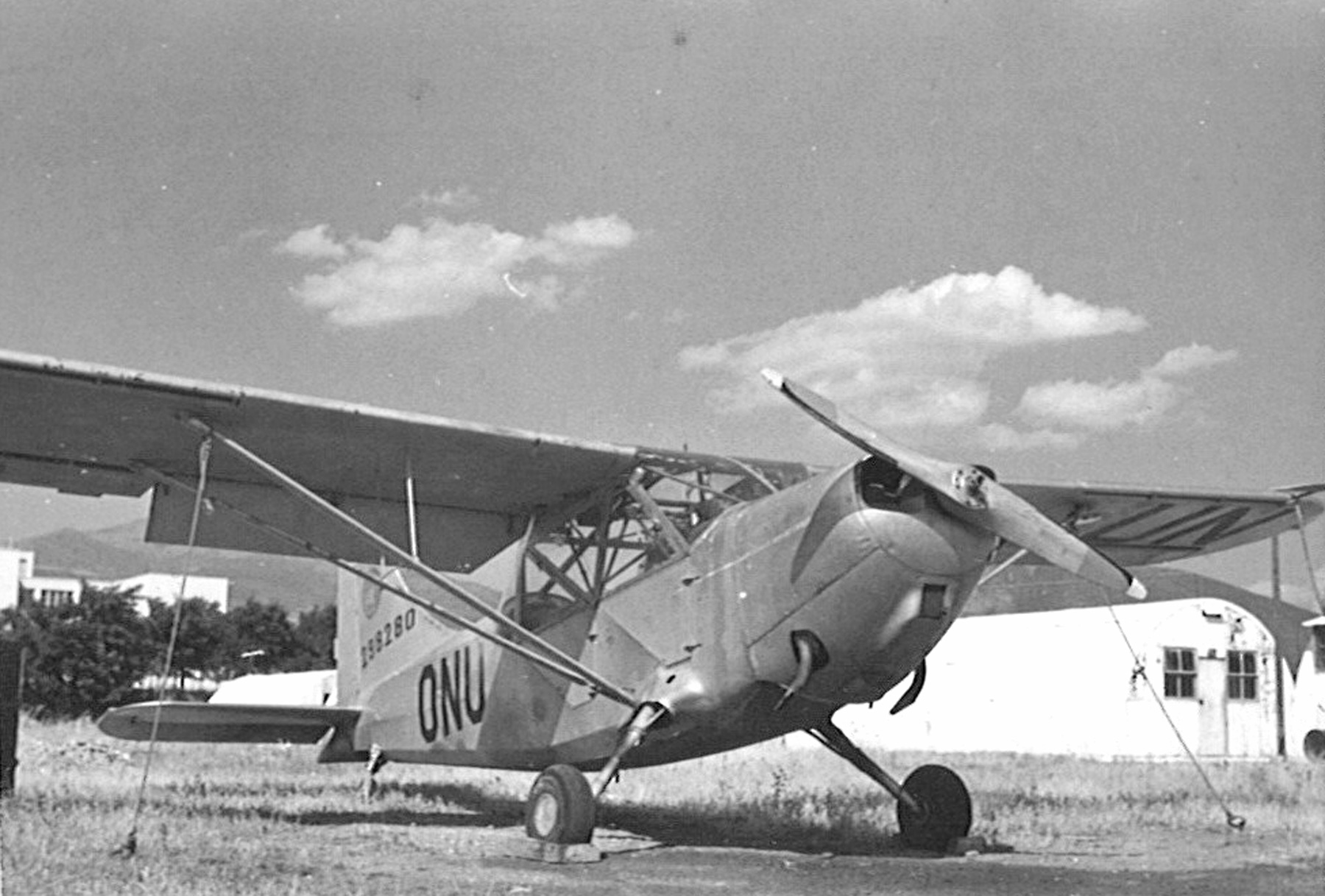
Fotografía de un Stinson L-5 tomada entre 1947 y 1950 en Grecia durante la guerra civil griega.

Capaz de operar desde cortas pistas sin preparar, el L-5 Sentinel transportaba personal, inteligencia crítica y los suministros necesarios a las tropas del frente. En los vuelos de vuelta, a menudo se evacuaban soldados heridos a hospitales de campaña en zona segura para su tratamiento médico, aumentando la moral de las tropas que combatían en áreas remotas. También se usaron L-5 para la fotografía aérea, control de convoyes de vehículos, lanzamientos en paracaídas de comida, suministros médicos y munición, tendido de cables de comunicaciones, distribución de octavillas de propaganda, rociado de pesticidas, transporte de prisioneros y dirección de cazabombarderos a blancos terrestres. El L-5 también era popular entre los generales y otros oficiales de alto rango por su rápido y eficiente transporte a cortas distancias.
Durante la Batalla de Okinawa, operaron L-5 desde un LST, usando el sistema de aterrizaje Brodie, que permitía a un avión ligero despegar y aterrizar sin una superficie llana mediante el enganche a un cable tendido entre dos mástiles. Uno de los L-5 que usó el sistema Brodie en las costas de Okinawa está actualmente en exhibición en la instalación Boeing Aviation Hangar del Centro Steven F. Udvar-Hazy del smithsoniano Museo Nacional del Aire y el Espacio de Estados Unidos, anexo al Aeropuerto Internacional de Washington-Dulles, al oeste de Washington D. C.
Las USAAF, los Marines y la Armada estadounidenses usaron este avión en los Teatros Europeo, Pacífico y del Lejano Oriente durante la Segunda Guerra Mundial, y en Corea durante la guerra de Corea.
Las versiones de la Armada y Marines del L-5 hasta el L-5E fueron designadas OY-1, y todos estos aviones tenían sistemas eléctricos de 12 voltios. El L-5G de 24 voltios se convirtió en el OY-2. Ni el L-5G ni el OY-2 entraron en combate durante la Segunda Guerra Mundial debido a que la producción no comenzó hasta julio de 1945, justo semanas antes de que acabara la guerra, pero fueron usados extensamente durante la guerra de Corea. La Real Fuerza Aérea británica (RAF) compró 40 L-5 y 60 L-5B, y los designó Sentinel I y II, respectivamente. Estos aviones fueron usados exclusivamente en el teatro de operaciones de India-Birmania.
Después de la Segunda Guerra Mundial, el L-5 fue ampliamente usado por la Patrulla Aérea Civil en tareas de búsqueda y rescate. Otros muchos países también recibieron L-5 tras la guerra, particularmente India, que recibió 200 ejemplares. De estos, cierta cantidad acabó en Pakistán tras la partición de la India en 1948. A partir de 1950 en la India, los L-5 fueron usados en clubes de vuelo para instruir a pilotos civiles hasta alrededor de 1973, cuando la falta de recambios forzó su retirada.

## Variantes

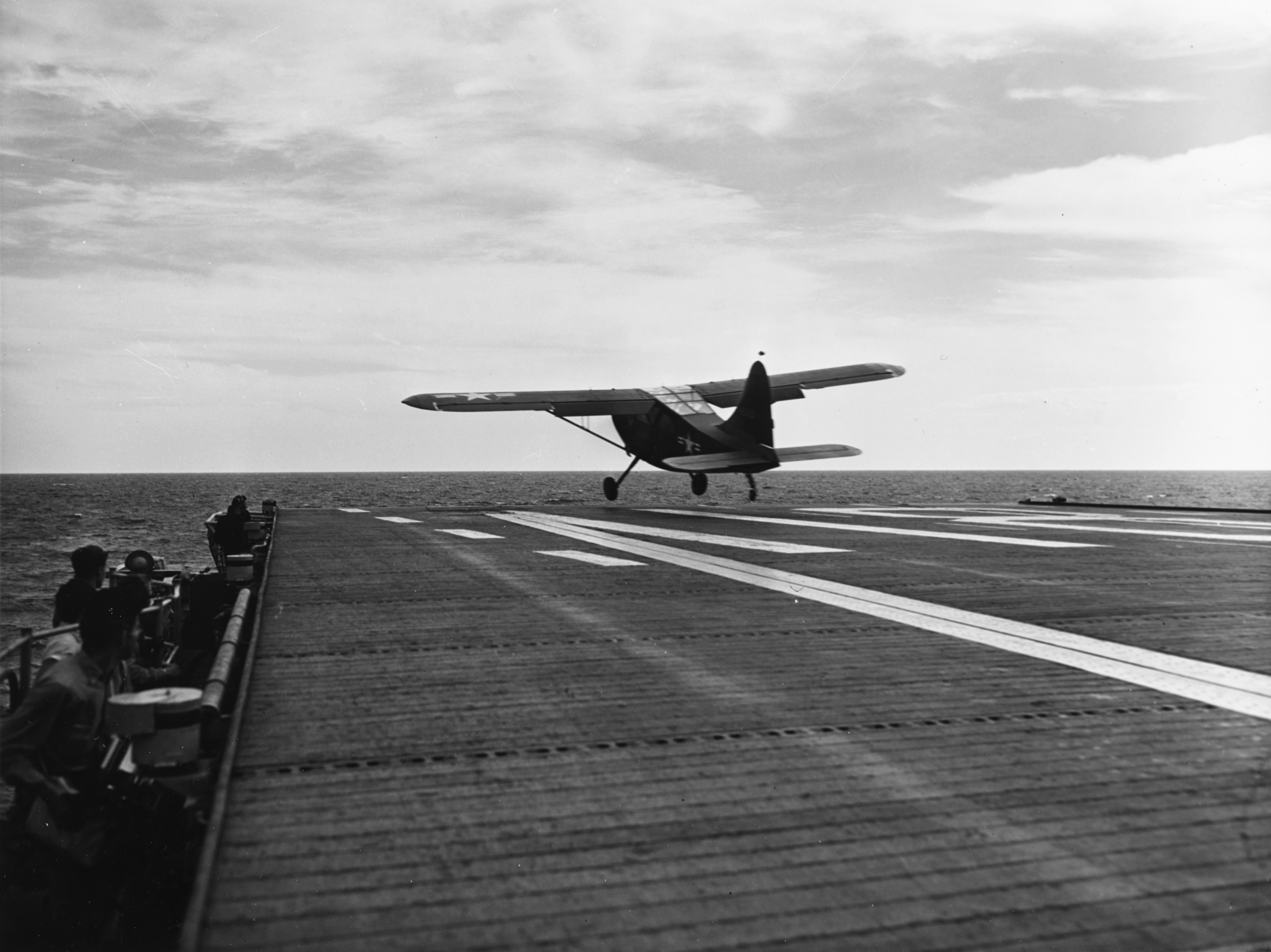
OY-2 del USMC despega desde el USS Sicily, 1950.

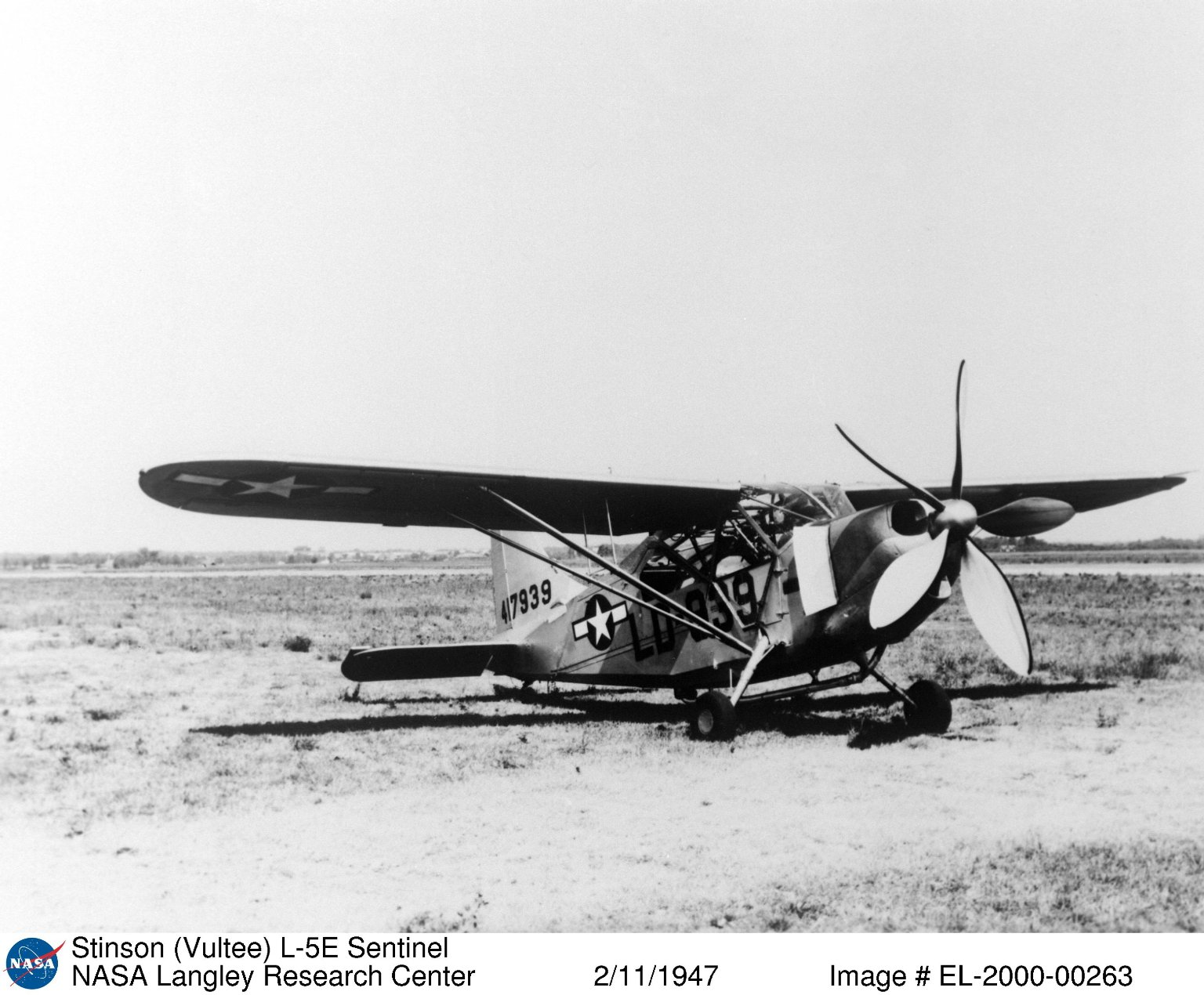
L-5E con modificaciones de "Vuelo Silencioso" en Langley.

Se produjeron cinco versiones del Sentinel para las Fuerzas Aéreas del Ejército de los Estados Unidos (USAAF): las L-5, L-5B, L-5C, L-5E y L-5G. No hubo variante L-5A oficial aunque a menudo así se indique, porque la designación estaba destinada a una versión del avión que nunca se construyó. Sin embargo, mucha gente dentro y fuera del ámbito militar todavía se refieren a la versión estándar "de observación" del L-5 como L-5A. Al igual que la L-5A, la L-5D fue una versión planeada que no fue adoptada. Un único L-5F fue un L-5B equipado con un sistema experimental de hélice y tubo de escape "furtivos" de bajo nivel de ruido, con propósitos de investigación. Las versiones del L-5B al L-5G fueron modificadas para llevar un paciente en camilla o poca carga, o un asiento trasero de pasajero, sentado en posición normal. Una versión L-5H estuvo en los tableros de dibujo de Stinson cuando finalizó la guerra, pero nunca alcanzó la etapa de prototipo.
O-62
Avión de observación, reconocimiento de artillería y enlace, propulsado por un motor Lycoming O-435-1, 275 construidos.
L-5
Avión de observación, reconocimiento de artillería y enlace, 1538 construidos, 79 transferidos a USN/USMC como OY-1.
L-5A
Conversiones canceladas de L-5 con sistema eléctrico de 24 voltios y motor Ranger de 200 hp.
L-5B
729 aviones con escotilla en el fuselaje trasero para permitir la carga de camilla o carga, capacidad para dos flotadores, 60 transferidos a la RAF como Sentinel Mk II, 40 transferidos a USN/USMC como OY-1.
L-5C
200 L-5B fueron equipados con cámaras de reconocimiento K-20.
L-5D
No adoptada. No se construyó prototipo.
L-5E
750 unidades STOL con neumáticos y frenos mayores, y alerones ajustables manualmente, permitiendo despegues y aterrizajes más cortos; 152 transferidos a USN/USMC como OY-1. Una versión L-5E-1 incluía ruedas y neumáticos mayores y frenos de mayor capacidad. Treinta L-5E fueron más tarde convertidos a sistemas eléctricos de 24 voltios y fueron redesignados OY-2.
L-5G
Similar al L-5E, pero con sistema eléctrico de 24 voltios y propulsado por un motor Lycoming O-435-11 de 142 kW (190 hp) con cilindros y carburador mejorados, y equipado con hélices de paso controlable. Se construyeron 115 ejemplares hacia el final de la guerra y el contrato por otros 785 fue cancelado. El modelo final de producción fue redesignado U-19B en 1962.
XL-5F
Un avión de pruebas y evaluación, propulsado por un motor O-435-2.
U-19A
Ejemplares de L-5 todavía en servicio, redesignados U-19A por la USAF en 1962.
U-19B
L-5G redesignados como U-19B en 1962. Uno fue usado como remolcador de planeadores en la Academia de la Fuerza Aérea de los Estados Unidos.
OY-1
306 L-5 y L-5B transferidos al Cuerpo de Marines y Armada estadounidenses.
OY-2
152 transferencias de L-5E a USN/USMC; 30 conversiones de OY-1 a sistema eléctrico de 24 voltios.
Sentinel Mk I
40 L-5 suministrados a la RAF bajo el Programa de Préstamo-Arriendo.
Sentinel Mk II
60 L-5B suministrados a la RAF bajo el Programa de Préstamo-Arriendo.
L-5/235
Variante propulsada por un Lycoming O-540-B de 235 hp, usada para el remolcado de planeadores.

## Operadores
Australia
- Real Fuerza Aérea Australiana: operó un L-5 Sentinel de 1944 a 1946, en préstamo de las USAAF.

 China
- Fuerza Aérea del Ejército Popular de Liberación

 Corea del Sur
- Fuerza Aérea de la República de Corea

 Estados Unidos
- Patrulla Aérea Civil
- Fuerzas Aéreas del Ejército de los Estados Unidos
- Fuerza Aérea de los Estados Unidos
- Cuerpo de Marines de los Estados Unidos
- Armada de los Estados Unidos

 Filipinas
- Cuerpo Aéreo del Ejército Filipino: 1945 a 1947
- Fuerza Aérea de Filipinas[3]

 Grecia
- Fuerza Aérea Griega[4]

 Italia
- Aeronautica Militare: operó 119 Stinson L-5 Sentinel desde 1946 hasta 1961.[5]

 Japón
- Fuerza de Seguridad Nacional
- Fuerza Terrestre de Autodefensa de Japón

 Polonia
- Fuerza Aérea de Polonia: el fuselaje del único L-5 usado en Polonia tras 1945 es exhibido en el Museo de Aviación Polaco.

 Reino Unido
- Real Fuerza Aérea británica

 Taiwán
- Fuerza Aérea de la República de China

 Tailandia
- Real Fuerza Aérea Tailandesa[6]

## Supervivientes

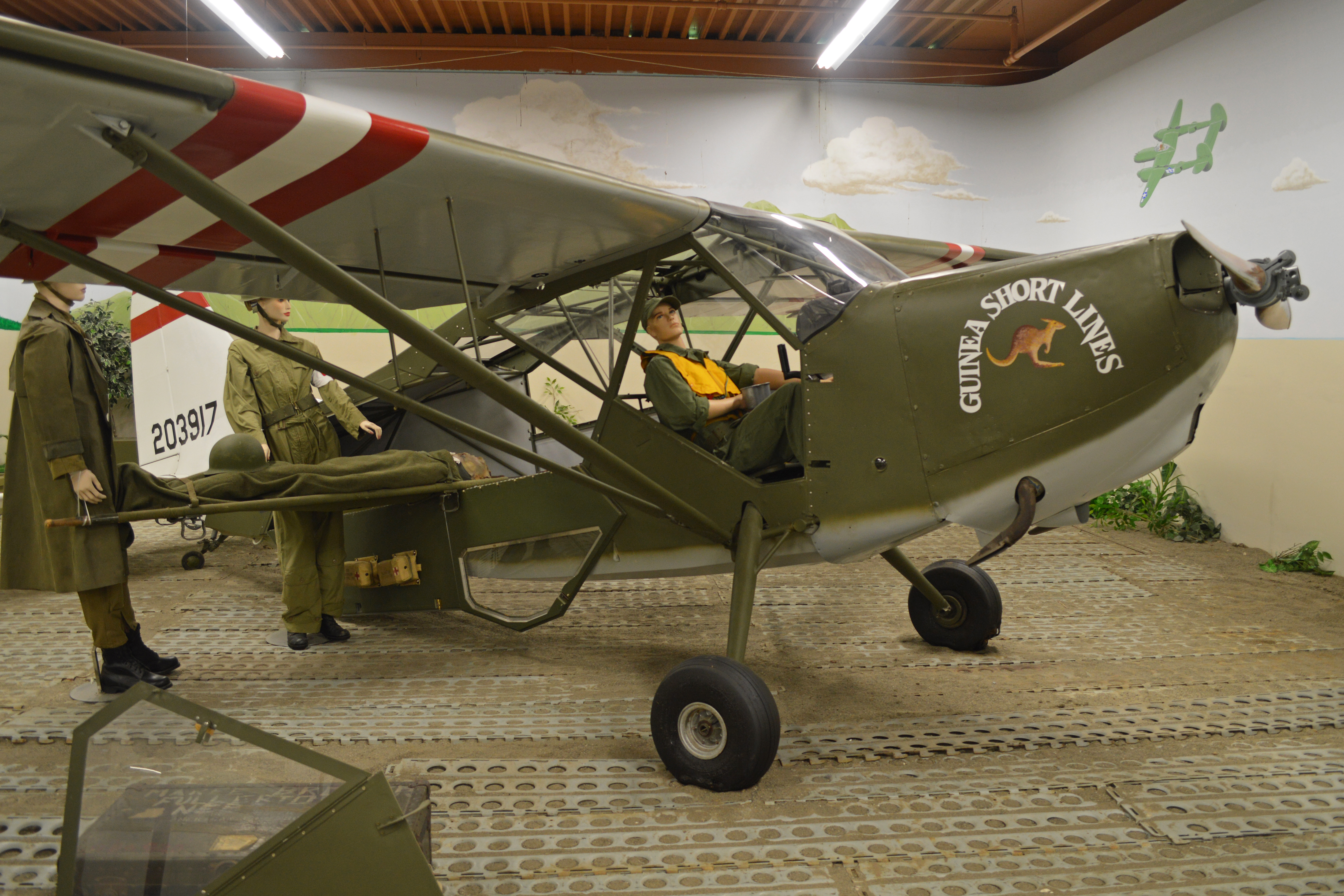
OY-1 en exhibición en el Travis AFB Heritage Center.

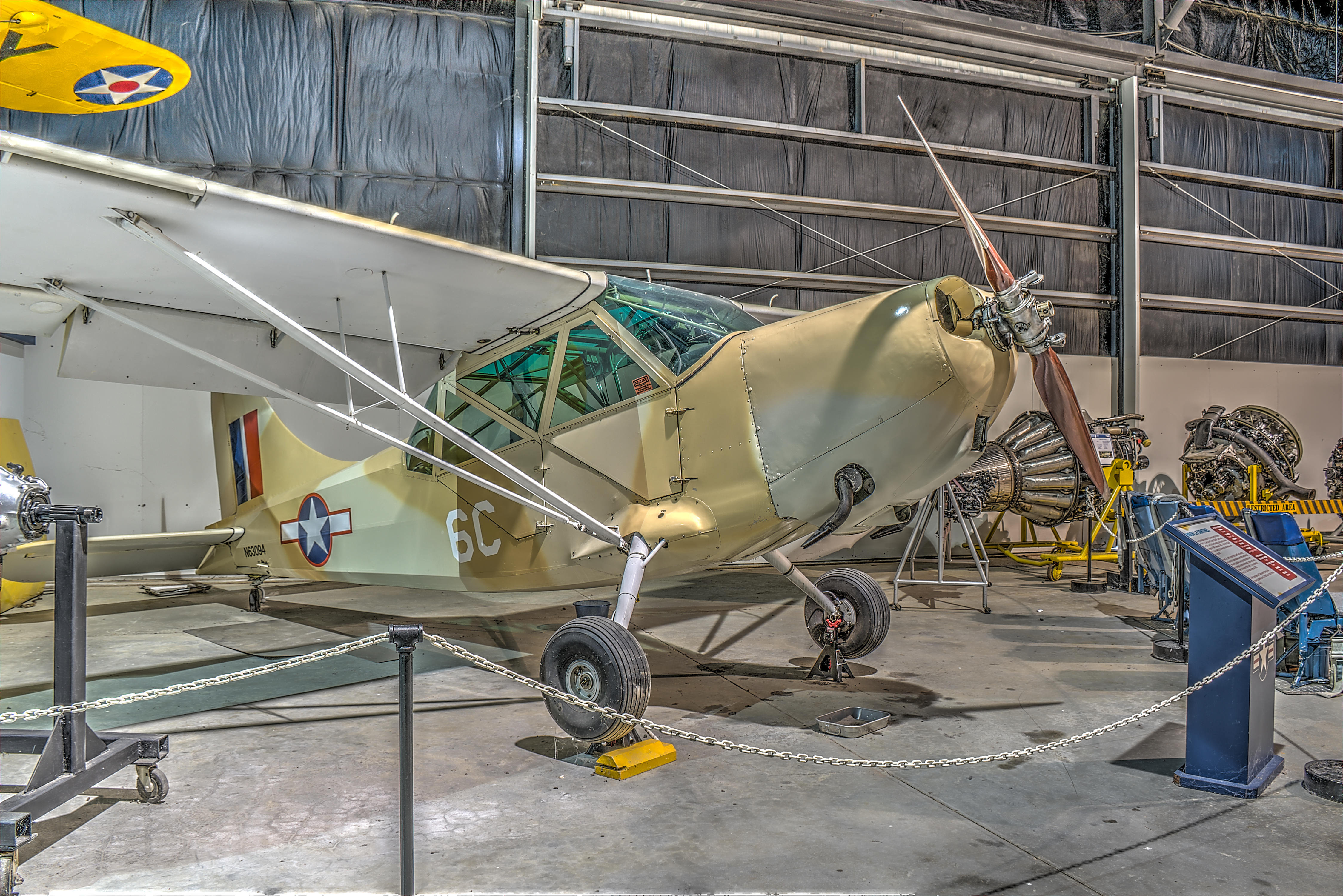
L-5E en exhibición en el Museum of Aviation (Warner Robins).

Actualmente, existen alrededor de 300 ejemplares conocidos en todo el mundo y menos de la mitad están en condiciones de vuelo. Un grupo llamado Sentinel Owners and Pilots Association se dedica a la preservación y disfrute de este modelo de avión.

### Australia
- 03995: OY-1 en estado de vuelo con Robert William Kemmis en Coolangatta, Queensland, Australia. Este ejemplar fue construido para las USAAF, pero fue entregado directamente a la Armada estadounidense, sirviendo hasta 1949.[9][10][7]

### Estados Unidos
- 03917: OY-1 en exhibición estática en el Travis Air Force Base Heritage Center en Fairfield (California). Está pintado como un L-5.[11][7]
- 04013: OY-2 en estado de vuelo con la Ohio Valley Wing de la Commemorative Air Force en Columbus (Ohio).[12][13][14]
- 42-14798: L-5 en exhibición estática en el Centro Steven F. Udvar-Hazy del Museo Nacional del Aire y el Espacio de Estados Unidos en Chantilly (Virginia). Esta célula es el primer L-5 de producción construido y fue donado al museo el 5 de junio de 1960.[15]
- 42-14918: L-5 en exhibición estática en el Flying Leatherneck Aviation Museum en San Diego (California).[16][7]
- 42-14934: L-5 en restauración a estado de vuelo con el Air Group One de la Commemorative Air Force en El Cajón (California).[17][18][19]
- 42-15046: L-5 en exhibición estática en el March Field Air Museum en Riverside, California.[20][7]
- 42-15060: OY-1 en estado de vuelo con el Old Dominion Squadron de la Commemorative Air Force en Franklin (Virginia).[21][22][23]
- 76-272: L-5 en estado de vuelo con la Fort Worth Wing de la Commemorative Air Force Dallas en Lancaster (Texas).[24][25]
- 42-98144 ó 42-98453: L-5 en exhibición estática en el Museo Nacional de Aviación Naval en Pensacola, Florida.[26][27][7]
- 42-98225: L-5 en exhibición estática en el Museo Nacional de la Fuerza Aérea de Estados Unidos en Dayton (Ohio).[28][7]
- 42-98285: L-5 en estado de vuelo con el Dew Line Squadron de la Commemorative Air Force en Amarillo (Texas).[12][29][30]
- 42-98667: L-5 en estado de vuelo con la Minnesota Wing de la Commemorative Air Force en South St. Paul (Minnesota).[31][32][33]
- 42-98758 ó 42-990444: L-5 en estado de vuelo con la Capital Wing de la Commemorative Air Force en Brandy Station (Virginia).[34][35]
- 42-17588: L-5E en estado de vuelo con el Fighter Factory/Military Aviation Museum en Pungo, VA.
- 44-17590: L-5E en estado de vuelo con el Central California Valley Squadron de la Commemorative Air Force en Modesto, California.[36][37]
- 44-17925: L-5E en exhibición estática en el Vintage Flying Museum en Fort Worth, Texas.[38][39]
- 44-18010: L-5E en exhibición estática en el EAA AirVenture Museum en Oshkosh (Wisconsin).[40][7]
- L-5E en exhibición estática en el Museum of Aviation, Base de la Fuerza Aérea Robins.
- 45-35046: L-5G en exhibición estática en el South Dakota Air and Space Museum, Box Elder (Dakota del Sur).[41]

### Países Bajos
- 44-17113: L-5B-VW con registro PH-PBB, en estado de vuelo con la Dutch Dakota Association.[42]

## Especificaciones (L-5)
Referencia datos: March Field Air Museum website

### Características generales
- Tripulación: Dos (piloto y observador)
- Longitud: 7,3 m (24,1 ft)
- Envergadura: 10,4 m (34 ft)
- Altura: 2,4 m (7,9 ft)
- Superficie alar: 14,4 m² (155 ft²)
- Peso vacío: 702 kg (1547,2 lb)
- Peso cargado: 916 kg (2018,9 lb)
- Peso máximo al despegue: 929 kg (2047,5 lb)
- Planta motriz: 1× motor bóxer de seis cilindros refrigerado por aire Lycoming O-435-1.
  - Potencia: 138 kW (190 HP; 188 CV)

### Rendimiento
- Velocidad nunca excedida (Vne): 262 km/h (163 MPH; 141 kt) (322 km/h militar, en picado)
- Velocidad de entrada en pérdida (Vs): 70 km/h (43 MPH; 38 kt)
- Alcance: 603 km (326 nmi; 375 mi)
- Techo de vuelo: 4815,6
- Régimen de ascenso: 4,6 m/s (906 ft/min) a nivel del mar

### Armamento
- Otros: Ninguno (técnicamente). Algunos aviones tenían lanzadores de granadas cohete contra carro (principalmente bazookas) adosados improvisadamente, que se usaron exitosamente contra blancos terrestres en la Segunda Guerra Mundial.

## Aeronaves relacionadas

### Desarrollos relacionados
- Stinson Voyager

### Aeronaves similares
- Fieseler Fi 156
- Levente II
- Polikarpov Po-2

### Secuencias de designación
- Secuencia V-_ (interna de Vultee): ← V-70 - V-72 - V-74 - V-75 - V-76 - V-77 - V-78 - V-80 →
- Secuencia O-_ (Aviones de Observación del USAAC/USAAF, 1924-1942): ← O-59 - O-60 - O-61 - O-62 - O-63
- Secuencia L-_ (Aviones de Enlace de las USAAF/USAF, 1942-1962): ← L-2 - L-3 - L-4 - L-5 - L-6 - L-7 - L-8 →
- Secuencia O_Y (Aviones de Observación de la Armada estadounidense, 1922-1962 (Stinson, 1942-1950)): OY
- Secuencia U-_ (Aviones Utilitarios estadounidenses, 1962-presente): ← U-16 - U-17 - U-18 - U-19 - U-20 - U-21 - U-22 →